# Antidesma subcordatum
Antidesma subcordatum är en emblikaväxtart som beskrevs av Elmer Drew Merrill. Antidesma subcordatum ingår i släktet Antidesma och familjen emblikaväxter. Inga underarter finns listade i Catalogue of Life.